# Покровська церква (Креничі)
Покровська церква — православний (ПЦУ) дерев'яний храм у селі Креничі Київської області, пам'ятка архітектури національного значення (охоронний номер 936), шедевр української народної архітектури.

## Історія
Храм було збудовано 1761 року ігуменею Іоано-Богословського монастиря Ксанфією Протанською.
1850 року поряд із храмом було збудовано дзвіницю. Саму ж церкву було відремонтовано за казенний кошт.
За даними 1882 року, Покровська церква у с.Креничі, 7 класу, мала 1 члена причту. Парафіян було 293 особи, у парафії мешкало 8 євреїв. Капіталів церква не мала ніяких, церковної землі налічувалося майже 40 десятин. Церковної школи не було.
За даними 1913 року, Покровська церква мала 738 парафіян, землі було 33 десятини. Капіталу було 97 рублів. 1912 року були збудовані приміщення та служби для священика та псаломщика. У парафії була 1 школа грамоти. Причт складався із 1 священика та 1 псаломщика.
1910 року на посаду настоятеля було призначено Стефана Яковича Маляревського (1842 - ?). Псаломщиком ще з 1862 року був Георгій Йосипович Слуцький (1840 - ?).
Про радянський період у історії церкви відомостей немає. Ймовірно, була закрита до війни і відкрита під час війни. Чи повторно закривалася у 1960-і роки-відомостей немає.
Церква сьогодні є діючим парафіяльним храмом Креничів, богослужіння проходять щонеділі.
Метричні книги, клірові відомості, сповідні розписи церкви Покрова Пресвятої Богородиці с. Креничі XVIII ст. - Київської сот. і п., з 1781 р. Київського пов. і нам., з 1797 р. Київського пов. і губ.; ХІХ ст. - Великодмитрівської  волості Київського пов. Київської губ. зберігаються в ЦДІАК України. http://cdiak.archives.gov.ua/baza_geog_pok/church/kren_002.xml [Архівовано 21 грудня 2018 у Wayback Machine.]

## Архітектура церкви
Церква є цінною пам'яткою архітектури - збудована у 18 столітті, вона несе у собі риси найдавніших українських церков, адже є храмом так званого клітського типу.